# Lancelot Shadwell
Pour les articles homonymes, voir Shadwell.
Lancelot Shadwell (3 mai 1779 - 10 août 1850) est un avocat au Lincoln's Inn et député de Ripon de 1826 à 1827 avant de devenir vice-chancelier d'Angleterre en 1827. Il a soutenu l'émancipation juive. 

## Biographie
Il est le fils aîné de Lancelot Shadwell de Lincoln's Inn, avocat, et de sa femme Elizabeth, troisième fille de Charles Whitmore de Southampton. Il est né le 3 mai 1779
Il fait ses études au Collège d'Eton et va ensuite au St. John's College de Cambridge, où, en 1800, il devient le septième wrangler, obtient la médaille du deuxième chancelier et son baccalauréat. Il est élu membre de son collège le 23 mars 1801, diplômé MA en 1803, et reçoit le diplôme honorifique de LL. D. en 1842. 
Shadwell est admis au Lincoln's Inn le 30 juin 1797 et au barreau le 10 février 1803. Après avoir pratiqué dix-huit ans avec beaucoup de succès en tant que junior à la cour de chancellerie, il est nommé conseiller du roi le 8 décembre 1821 et prend place le premier jour du mandat de Hilary en 1822. Il n'a pas suivi la pratique alors courante de prendre des mémoires dans plus d'un tribunal de l'équité et s'est limité à pratiquer devant le lord chancelier. 
Aux élections générales de juin 1826, Shadwell est élu à la Chambre des communes pour l'arrondissement de Ripon sous l'influence de Mlle Elizabeth Sophia Lawrence, de laquelle il reçoit par la suite un legs. Le 14 février 1827, il présente un projet de loi pour la limitation d'un bref de droit et pour la modification de la loi de la dot, mais il n'a pas dépassé l'étape du comité. Sa carrière parlementaire est courte, car le 31 octobre 1827, il est nommé vice-chancelier d'Angleterre à la place d'Anthony Hart. Le 16 novembre 1827, il est nommé membre du conseil privé et fait chevalier. 
Shadwell préside la cour du vice-chancelier pendant près de vingt-trois ans. Pendant cette période, il remplit deux fois le poste de commissaire du grand sceau: du 23 avril 1835 au 16 janvier 1836 avec Charles Pepys, 1er comte de Cottenham, et John Bosanquet, et de nouveau du 19 juin au 15 juillet 1850, conjointement avec Henry Bickersteth (1er baron Langdale) et Robert Rolfe (1er baron Cranworth) . 
Le 24 juin, Shadwell est saisi d'une maladie soudaine qui l'empêche de siéger pendant la durée de la deuxième commission. Il meurt à sa résidence, Barn Elms, Surrey, le 10 août 1850, à l'âge de 71 ans, et est enterré dans le cimetière de Barnes . 

## Famille
Shadwell épouse, le 8 janvier 1805, Harriet, fille d'Anthony Richardson de Powis Place, Great Ormond Street, un marchand londonien et sœur de John Richardson, avec qui il a Charles Frederick Alexander Shadwell et cinq autres fils. Sa première épouse meurt le 25 mai 1814 et, le 4 janvier 1816, il épouse, en secondes noces, Frances, troisième et plus jeune fille du capitaine Locke, avec qui il a six fils et cinq filles. La deuxième épouse de Shadwell est décédée le 27 octobre 1854, à l'âge de 66 ans. 
Une plaque est affichée à l'extérieur de l'église baptiste de Rushmere St Andrew, montrant une décision qu'il a prise concernant Rushmere Common. 